# Pfarrhaus (Neckargartach)

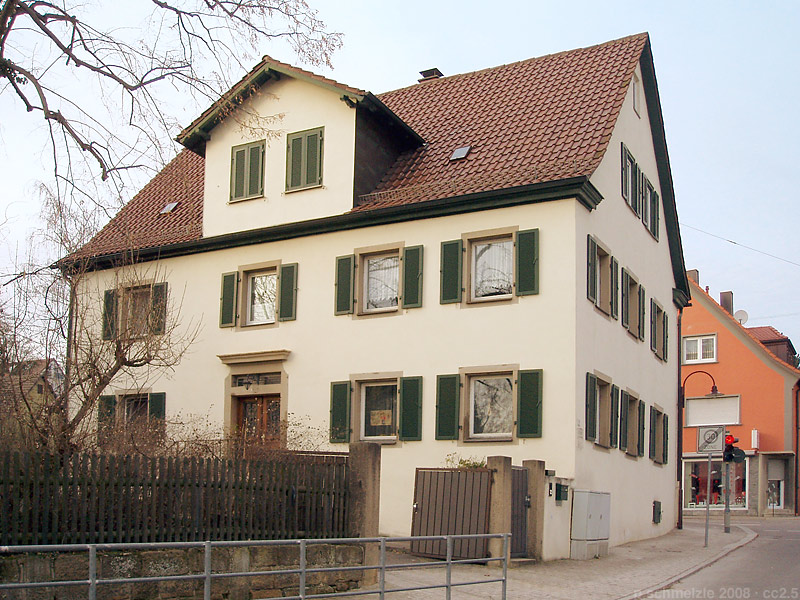
Pfarrhaus in Neckargartach

Das  Pfarrhaus  ist ein privater Profanbau an der Kirchbergstraße 2 im Heilbronner Stadtteil Neckargartach. Das denkmalgeschützte Gebäude in Baden-Württemberg gilt als Kulturdenkmal.

## Geschichte
Es wird angenommen, dass an der Stelle des gegenwärtigen Gebäudes bereits im Mittelalter ein Pfarrhaus für den Pfarrer der benachbarten Peterskirche stand. 1725 wurde auf dem Keller eines früheren Baus aus dem Jahr 1578 ein neues Pfarrhaus errichtet. Im Jahr 1840 wurde das Pfarrhaus restauriert. Der heutige zweigeschossige verputzte Fachwerkbau mit Satteldach stammt aus dem Jahr 1893.